# Acmaeodera signata
Acmaeodera signata es una especie de escarabajo del género Acmaeodera, familia Buprestidae. Fue descrita científicamente por Laporte & Gory en 1835.
Esta especie se encuentra en el continente africano.